# Fietshelm

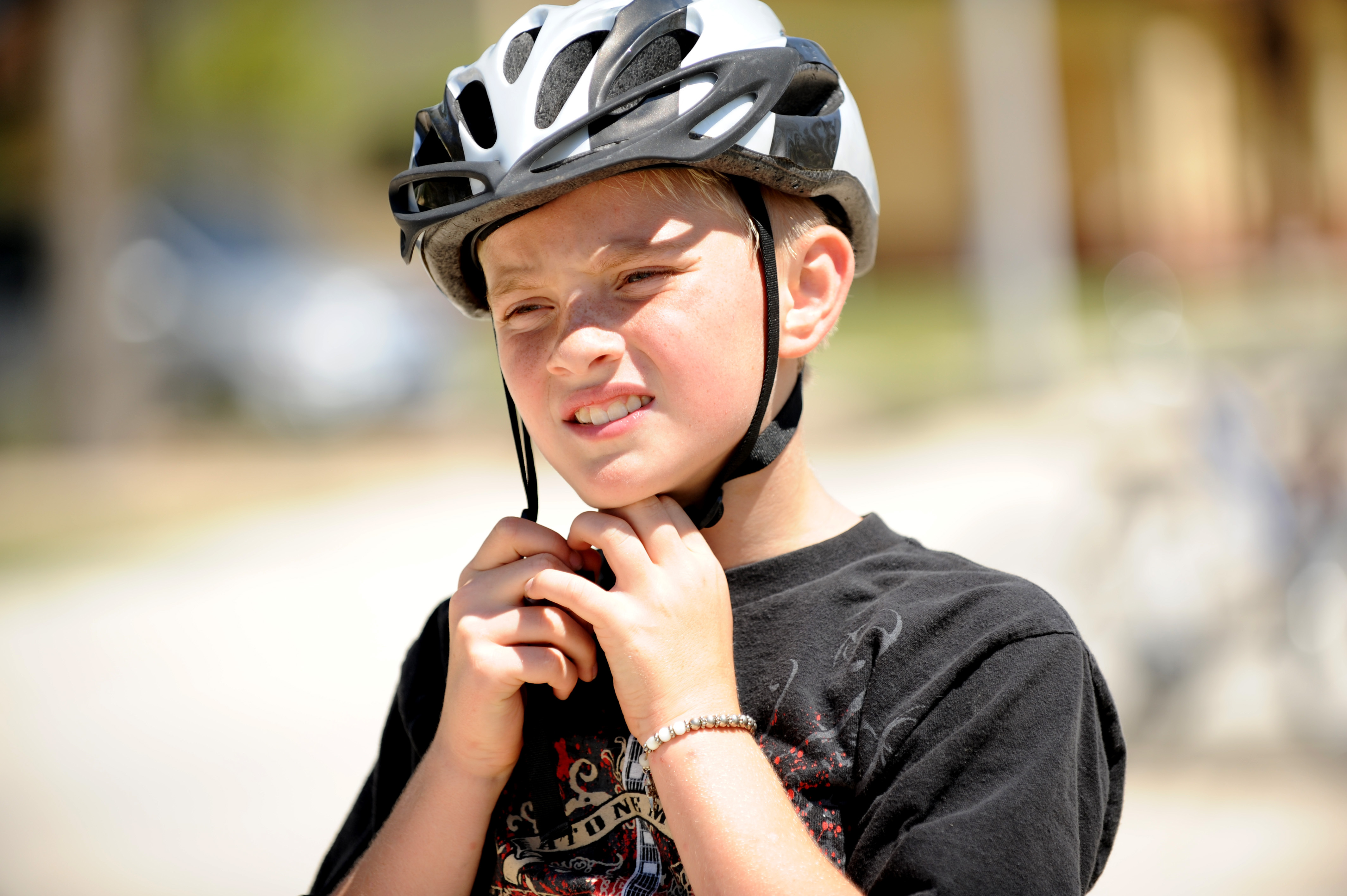
Een fietser doet zijn helm aan

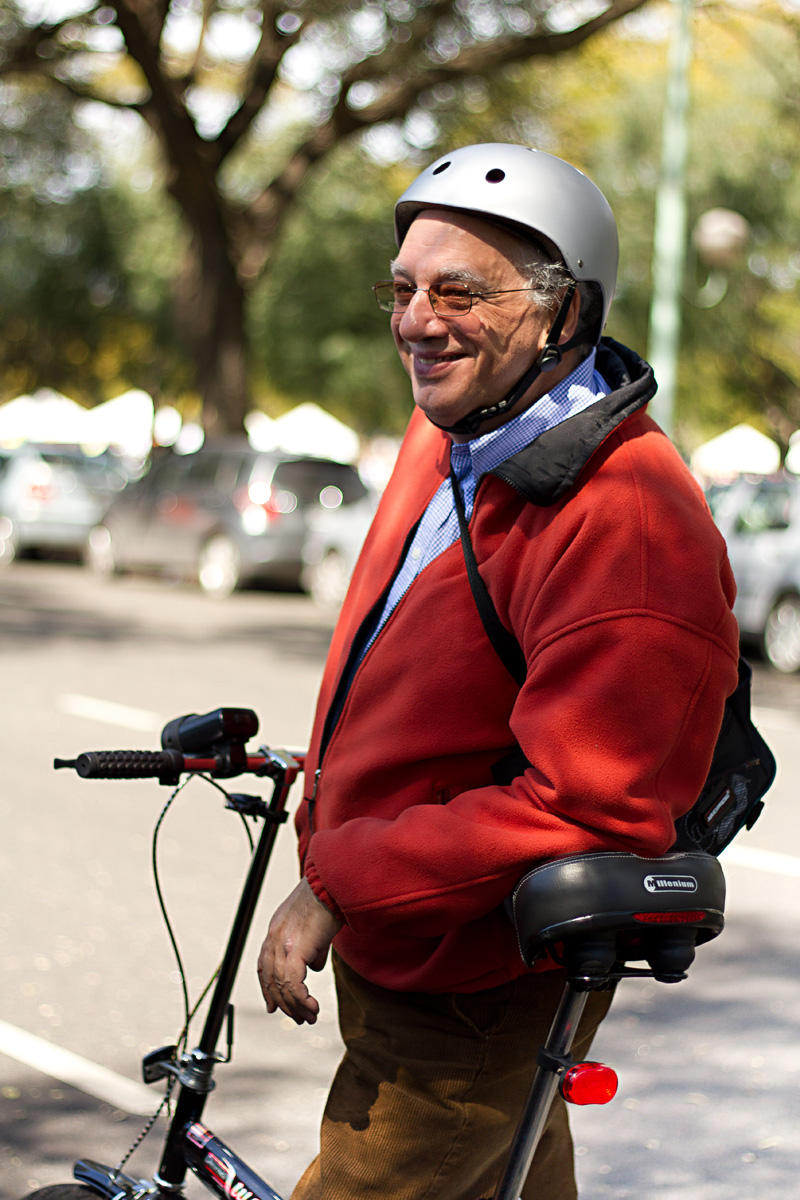
Fietser met helm

Wereldwijde overzicht van de draagplicht van de fietshelm, rood: alle fietsers, rose: draagplicht zonder sanctie, paars: gedeeltelijke draagplicht, oranje: draagplicht voor kinderen, blauw: lokale regels, groen: geen draagplicht

Een fietshelm is een speciaal vervaardigd hoofddeksel dat wordt gedragen door fietsers ter voorkoming van hoofdletsel. In tegenstelling tot een bromfiets- of motorfietshelm is een fietshelm niet helemaal gesloten, maar heeft openingen. De helm bestaat uit materiaal dat door vervorming een mechanische klap kan opvangen, waarbij de krachten van de klap worden verdeeld over een groot oppervlak. Daardoor wordt het hoofd van de drager tegen beschadiging en verwonding beschermd. Na een dergelijk voorval moet de helm worden vervangen omdat vaak niet zichtbaar is dat de constructie dan minder mechanische absorptie kan bieden. De helm wordt met een riempje links en rechts onder de kin aan het hoofd vastgemaakt, vaak door middel van een klikverbinder.
De voorloper van de fietshelm was de worstenhelm, die alleen val verzacht en niet de krachten verdeelt.

## Draagplicht
De draagplicht van een fietshelm kan per land erg verschillen. Hierna is een aantal landen en de daar geldende regels genoemd:
- Duitsland: geen wettelijke plicht, in de rechtspraak wordt eigen aansprakelijkheid bij letsel soms aangerekend, maar dat is vaak omstreden
- Finland: er geldt een draagplicht voor alle fietsers, maar er zijn geen sancties gegeven[2]
- Frankrijk: geen draagplicht[3]
- Griekenland: geen draagplicht
- Oostenrijk: kinderen tot 12 jaar moeten een helm dragen bij het zelf fietsen, bij het achterop zitten en bij vervoer in een fietskarretje
- Portugal: geen draagplicht
- Slowakije: draagplicht voor alle fietsers onder de 15 jaar
- Spanje: buiten de bebouwde kom is er een draagplicht, maar ontheffing wordt verleend bij lange stijgingen, extreme hitte en bij mechanische bezwaren. Sinds 1 mei 2014 geldt een plicht voor kinderen tot 16 jaar
- Tsjechië: sinds 1 juli 2005 geldt een draagplicht voor alle fietsers tot 18 jaar.
- Verenigd Koninkrijk: geen draagplicht
- Zweden: sinds 1 juli 2005 geldt een draagplicht voor alle fietsers tot 15 jaar.
- Zwitserland: geen wettelijke plicht

Buiten Europa
- Australië: draagplicht in sommige gebieden
- Nieuw-Zeeland: draagplicht in het hele land
- Verenigde Staten: draagplicht in bepaalde staten voor alle fietsers, en in sommige alleen voor kinderen en tieners.

Volgens verkeerskundige Kris Peeters leidt de helmplicht tot minder fietsers, minder 'safety by numbers' en dus tot meer onveiligheid voor de overblijvende fietsers. Minder fietsers betekent ook meer mensen met te weinig lichaamsbeweging, met een nettoverlies aan gezonde levensjaren tot gevolg.

## Maten en maataanduiding
Er zijn vele merken en maten fietshelm en de maatvoering daarvan loopt uiteen. Een belangrijke maataanduiding is de hoofdomtrek die wordt gemeten op 2 - 2,5 cm boven de wenkbrauwen. Algemeen wordt aangeraden de helm voor aanschaf te passen en het model te kiezen dat niet te strak maar ook niet te ruim zit. Een veel toegepaste test is om te proberen de helm naar voren en naar achteren te duwen. Een helm van de goede maat zal deze verschuiving voldoende beperken.